# Michele I (metropolita di Kiev)
Michele I di Kiev (in russo: Михаил; ... – Kiev, 15 giugno 992) fu il primo metropolita di Kiev e di tutte le Russie dal 988 al 15 giugno 992, giorno in cui morì. Ebbe un ruolo fondamentale nella Conversione al Cristianesimo della Rus' di Kiev e, per questa ragione, nel sinodikon delle cattedrali di Santa Sofia a Kiev e Novgorod viene indicato con l'appellativo di "Iniziatore". È venerato come santo dalla Chiesa ortodossa russa. 

## Biografia
Nelle Cronache di Ioachim viene descritto come proveniente dalla Siria, tuttavia secondo altri documenti potrebbe aver avuto origini bulgare o serbe.
Nel 988 il principe Vladimir di Kiev decise di convertire se stesso e il proprio popolo al cristianesimo bizantino. A questo scopo, il patriarca di Costantinopoli Nicola I inviò sei vescovi e svariati sacerdoti a Korsun, una città della Crimea da cui si diressero verso Kiev. A guidare la missione vi era il metropolita Michele che giunto a destinazione battezzò prima la famiglia di Vladimir e poi l'intero popolo della città sul fiume Dniepr. Secondo le Cronache di Nikon, nel 990 battezzò i cittadini di Novgorod aiutato da sette vescovi e due uomini di potere, Anastasio di Korsun e Dobrynja (zio di Vladimir). In entrambe le occasioni furono abbattute le statue del dio pagano Perun.
Al metropolita Michele viene attribuita la fondazione del monastero di San Michele dalla Cupola Dorata a Kiev e del monastero di Mežyhir'ja a Vyšorod. Tra il 990 e il 991 predicò a Rostov, dove fece costruire la Chiesa della Dormizione della Vergine e nominò vescovo della città il greco Teodoro.
Michele morì il 15 giugno 992 e fu sepolto nella chiesa delle Decime di Kiev. Attorno al 1103, l'egumeno Feoktist (in seguito vescovo di Černigov) fece trasferire le reliquie del metropolita presso le Grotte di Sant'Antonio. Il 1º ottobre 1730 esse furono definitivamente trasferite nella grande Cattedrale della Dormizione del Pečers'ka Lavra. In connessione con questo evento, fu stabilito che il 30 settembre venisse dedicato al ricordo di Michele. A questa data va poi aggiunto il 15 giugno, giorno in cui ricorre l'anniversario della sua morte.

## Dibattito storiografico
Nel 1839 il metropolita di Kiev Evgenij Bolchovitinov fu il primo a tentare di suffragare storicamente la tradizione ortodossa che vede in Michele il primo metropolita della storia russa, pubblicando un saggio dal titolo "Chi fu il primo metropolita di Kiev?". Questo testo fu poi alla base delle riflessioni di teologi come Filaret Gumilevskij e Macario II di Mosca. Quest'ultimo confermò che Michele fu metropolita fino al 992 e che gli succedette Leonzio. Tuttavia, la storiografia attuale rimane divisa ed incerta.